# Air Force of Zimbabwe

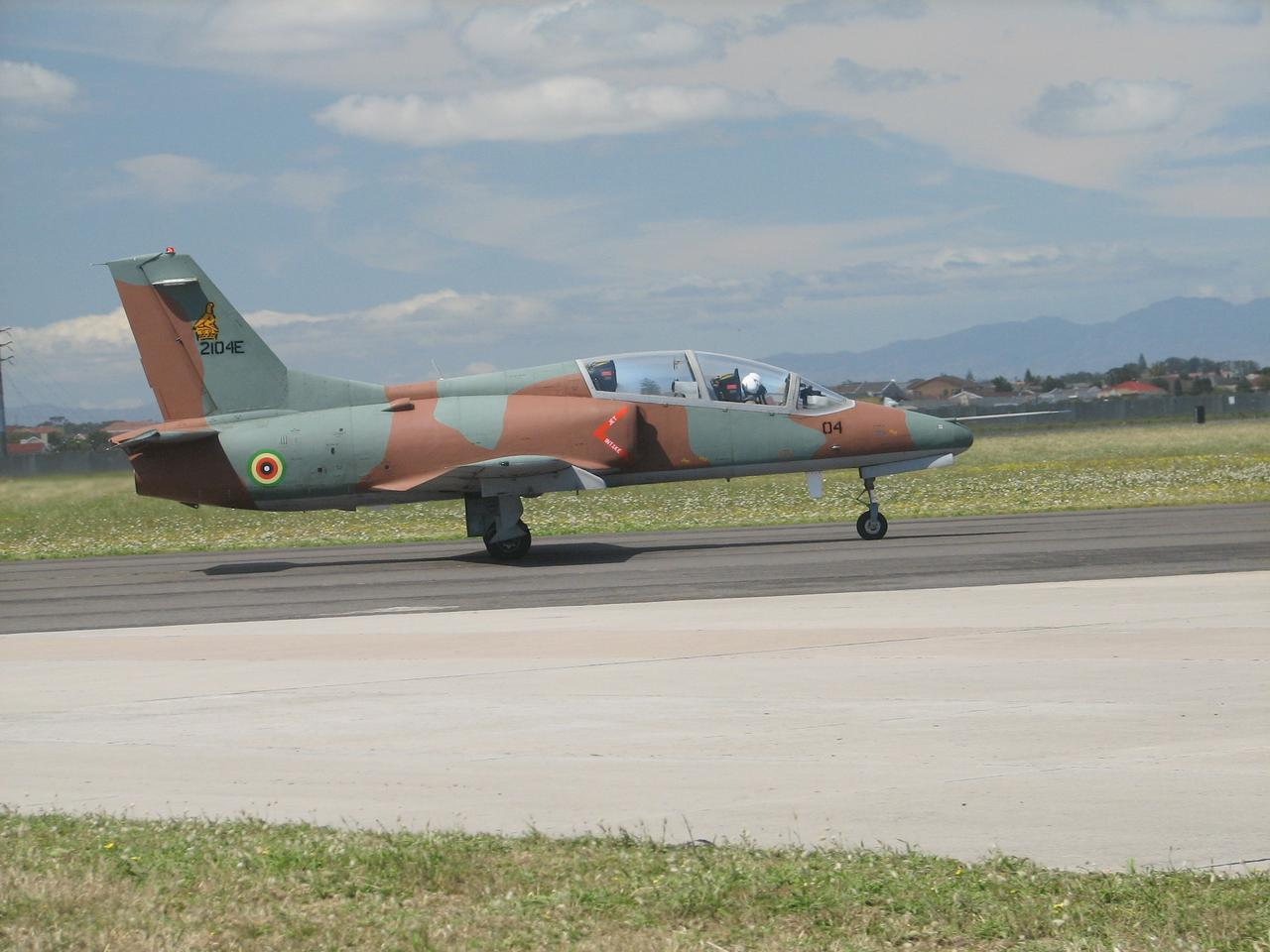
Un addestratore Nanchang K-8 Karakorum nella livrea della AFZ.

L'Air Force of Zimbabwe o abbreviata AFZ, tradotto dalla lingua inglese Forza aerea dello Zimbabwe, è l'attuale aeronautica militare dello Zimbabwe e parte integrante delle forze di difesa dello Zimbabwe.

## Storia
Fondata nel 1980, eredita le tradizioni militari della precedente Rhodesian Air Force, forza aerea della Rhodesia dal 1965, anno della sua indipendenza, al 1979, e Zimbabwe Rhodesia, denominazione che assunse tra il 1979 e il 1980.

## Aeromobili in uso
Sezione aggiornata annualmente in base al World Air Force di Flightglobal del corrente anno. Tale dossier non contempla UAV, aerei da trasporto VIP ed eventuali incidenti accorsi durante l'anno della sua pubblicazione. Modifiche giornaliere o mensili che potrebbero portare a discordanze nel tipo di modelli in servizio e nel loro numero rispetto a WAF, vengono apportate in base a siti specializzati, periodici mensili e bimestrali. Tali modifiche vengono apportate onde rendere quanto più aggiornata la tabella.
| Aeromobile                       | Origine            | Tipo                   | Versione (denominazione locale) | In servizio (2024) | Note | Immagine |
| Aerei da combattimento           |                    |                        |                                 |                    | |          |
| Chengdu F-7 Airguard             | Cina               | cacciabombardiere      | F-7MGFT-7MG                     | 72                 | |          |
| Mikoyan-Gurevich MiG-23 Flogger  | Russia             | cacciabombardiere      | MiG-23                          | 3                  | |          |
| Aerei da trasporto               |                    |                        |                                 |                    | |          |
| Britten-Norman BN-2 Islander     | Regno Unito        | Aereo da trasporto     | BN-2                            | 5                  | |          |
| CASA C-212 Aviocar               | Spagna             | Aereo da trasporto     | C-212                           | 9                  | |          |
| Aerei da addestramento           |                    |                        |                                 |                    | |          |
| Hongdu K-8 Karakorum             | Cina               | Aereo da addestramento | K-8                             | 9                  | Uno dei dieci esemplari in servizio a tutto il 2024, è stato perso in un incidente il 6 febbraio 2025. |          |
| Hongdu L-15 Lie Ying             | Cina               | Aereo da addestramento | L-15 Falcon                     | 1                  | 6 ordinati ad aprile 2014. |          |
| BAe Hawk                         | Regno Unito        | Aereo da addestramento | Hawk T.60                       | 4                  | 12 Hawk T.60 ricevuti a partire dal 1982, 3 dei quali persi in incidenti. Ritirati nel 2011 a causa di mancanza di parti di ricambio per l'embargo iniziato nel 2000. A maggio 2022, quattro esemplari sono stati riportati in condizioni di volo aggirando l'embargo. |          |
| Alenia Aermacchi SF-260          | Italia             | Aereo da addestramento | SF-260                          | 26                 | Uno dei 28 SF-260 in servizio al dicembre 2019, è andato perso il 24 novembre 2020. Un altro è precipitato il 3 febbraio 2023 dopo l'impatto con una linea elettrica.                                                                                                  |          |
| PAC MFI-395 Super Mushshak       | Pakistan           | Aereo da addestramento | MFI-395                         | 0                  | 12 MFI-395 ordinati a maggio 2024. |          |
| Elicotteri                       |                    |                        |                                 |                    | |          |
| Mil Mi-17 Hip                    | Russia             | Elicottero utility     | Mi-172                          | 1                  | |          |
| Mil Mi-35 Hind                   | Russia             | elicottero d'attacco   | Mi-24Mi-35                      | 6                  | |          |
| Sud-Aviation SA 316 Alouette III | Francia            | Elicottero utility     | SA 316ASA 316B                  | 13                 | 45 tra SA 316A e SA 316B ricevuti a partire dal 1962. |          |
| Agusta Bell AB-412               | Italia Stati Uniti | Elicottero utility     | AB-412                          | 7                  | Uno degli 8 AB-412 in servizio a tutto il dicembre del 2020, è stato perso in un incidente il 23 aprile 2021. |          |

## Aeromobili ritirati
- Hawker Hunter FGA.9
- BAC Canberra B.2
- De Havilland Vampire FB-9
- Douglas C-47 Dakota - 10 machine risultano essere immagazzinate.
- AL-60F-5 Trojan
- Antonov An-24 Coke
- Eurocopter AS532 UL Cougar
- Boeing 720-025
- Cessna 206
- Cessna 320C
- Y-12 Panda
- Xian MA60 - un piccolo numero dovrebbe essere ancora operativo con l'Air Zimbabwe
- Yakovlev Yak-40
- Percival Jet Provost Mk 52
- Baron 95 C55
- Agusta-Bell 205A
- Douglas C-54 Skymaster